# Симаново (Вытегорский район)
Симаново — деревня в Вытегорском районе Вологодской области.
Входит в состав Оштинского сельского поселения, с точки зрения административно-территориального деления — в Оштинский сельсовет.
Расположена на левом берегу реки Ошта. Расстояние по автодороге до районного центра Вытегры — 60,5 км, до центра муниципального образования села Ошта — 0,5 км. Ближайшие населённые пункты — Карданга, Ошта, Ручей.
По переписи 2002 года население — 31 человек (15 мужчин, 16 женщин). Основные национальности — русские (45 %), вепсы (45 %).